# Enicospilus ruscus
Enicospilus ruscus là một loài tò vò trong họ Ichneumonidae.